# Мулло, Иван Михайлович
Иван Михайлович Му́лло (1906—1990) — советский географ, этнограф-краевед, заслуженный работник культуры РСФСР (1966).

## Биография
Родился в крестьянской семье. Окончил школу в Колпине и курсы по подготовке учителей.
До 1929 года — преподаватель начальных классов в школах Ленинградской области.
После окончания в 1932 году географического факультета Ленинградского государственного университета был направлен на работу в Автономную Карельскую ССР.
В 1932—1939 годах — директор Карельского государственного краеведческого музея в Петрозаводске.
Участник Советско-финской войны и Великой Отечественной войны.
В 1947—1948 годах, после демобилизации, работал в управлении ВЦСПС по Эстонской ССР.
В 1948—1953 годах — директор Карельского государственного краеведческого музея, в 1953—1967 годах — заместитель директора, главный хранитель музея. В 1965—1971 годах — председатель Петрозаводского отделения Всероссийского общества охраны памятников истории и культуры.
Автор многочисленных научных статей и книг по краеведению Карелии. Обнаружил и изучил памятники саамской культуры — сейды и каменные лабиринты.
Член президиума секции туризма при Госкомспорте Карельской АССР.

## Сочинения
- По родному краю. — Петрозаводск, 1955.
- Медвежьегорск. Краткий историко-краеведческий очерк о городе и районе. Петрозаводск, 1959;
- Памятники и памятные места Карелии. — Петрозаводск, 1963.
- Кижи — остров сокровищ. Кижский музей-заповедник народного деревянного зодчества и этнографии КАССР. Путеводитель. Ред. И. М. Мулло. Петрозаводск, 1965;
- Петрозаводск. Спутник туриста. Петрозаводск, 1979, (совместно с Е. Д. Рыбаком)[2];
- Петровская слобода. — Петрозаводск, 1981.
- Памятники истории и культуры Карелии. — Петрозаводск, 1984.